# Mabel in peinlicher Lage
Mabel in peinlicher Lage, dessen Originaltitel Mabel’s Strange Predicament lautet, ist auch unter dem Namen Hotel Mixup bekannt geworden. Er ist ein in Schwarzweiß gedrehter US-amerikanischer Stummfilm aus dem Jahr 1914. Nachdem Charlie Chaplin am 7. Februar 1914 in Seifenkistenrennen in Venice seine Premiere als Tramp auf der Leinwand gab, zeigte er sich in diesem Film zum zweiten Mal in diesem Kostüm.

## Handlung
Der Tramp erscheint in einer Hotelhalle und stiftet dort Verwirrung. Besonders die elegante Mabel hat es ihm angetan. Ein Schaukelstuhl und eine Hundeleine machen ihm das Leben besonders schwer.
Als Mabel sich aus ihrem Hotelzimmer aussperrt, befindet sie sich plötzlich im Schlafanzug auf dem Hotelflur. In ihrer Verzweiflung flieht sie in ein fremdes Zimmer und versteckt sich unter dem Bett eines Hotelgastes. Sowohl der Tramp als auch Mabels Liebhaber und die eifersüchtige Ehefrau des Hotelgastes tauchen im Zimmer auf. Trotz aller Verwirrung gibt es ein Happy End.